# Coxicerberus predatoris
Coxicerberus predatoris is een pissebed uit de familie Microcerberidae. De wetenschappelijke naam van de soort is voor het eerst geldig gepubliceerd in 1954 door Gnanamuthu.